# 2837 Gribojedov
A 2837 Gribojedov (ideiglenes jelöléssel 1971 TJ2) a Naprendszer kisbolygóövében található aszteroida. Ljudmila Ivanovna Csernih fedezte fel 1971. október 13-án.